# Lincoln (Alabama)
Lincoln è un comune degli Stati Uniti d'America situato nella contea di Talladega dello Stato dell'Alabama.